# Alexisbad
Alexisbad is een plaats in de Duitse deelstaat Saksen-Anhalt, en maakt deel uit van de gemeente Harzgerode in de Landkreis Harz. Alexisbad is een kuuroord.

## Verkeer en vervoer
Alexisbad heeft een station, station Alexisbad, aan de Selketalbahn.

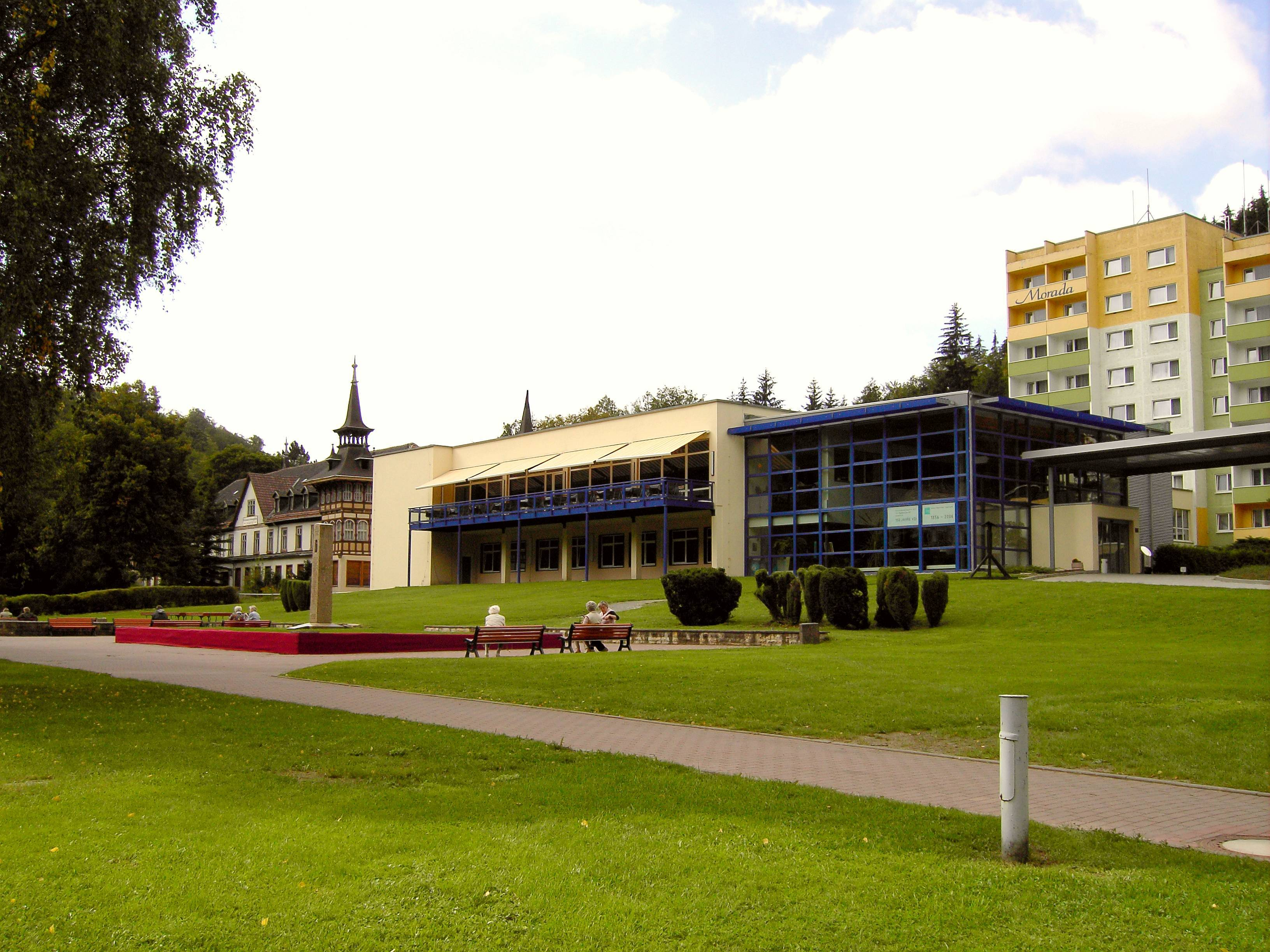
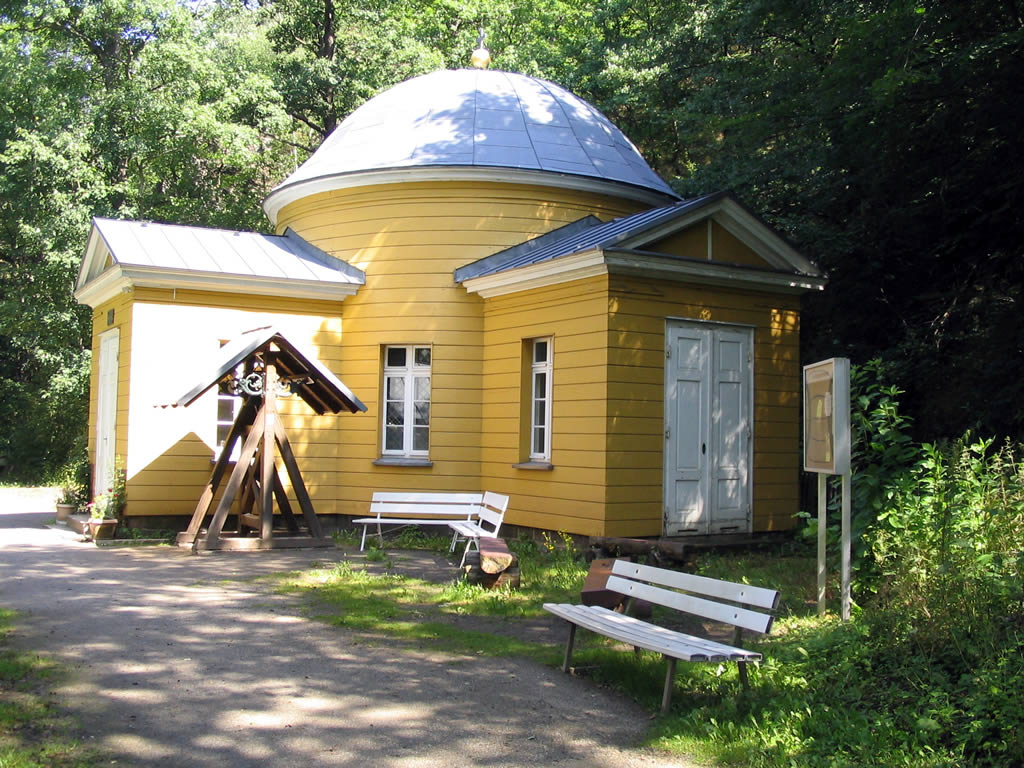
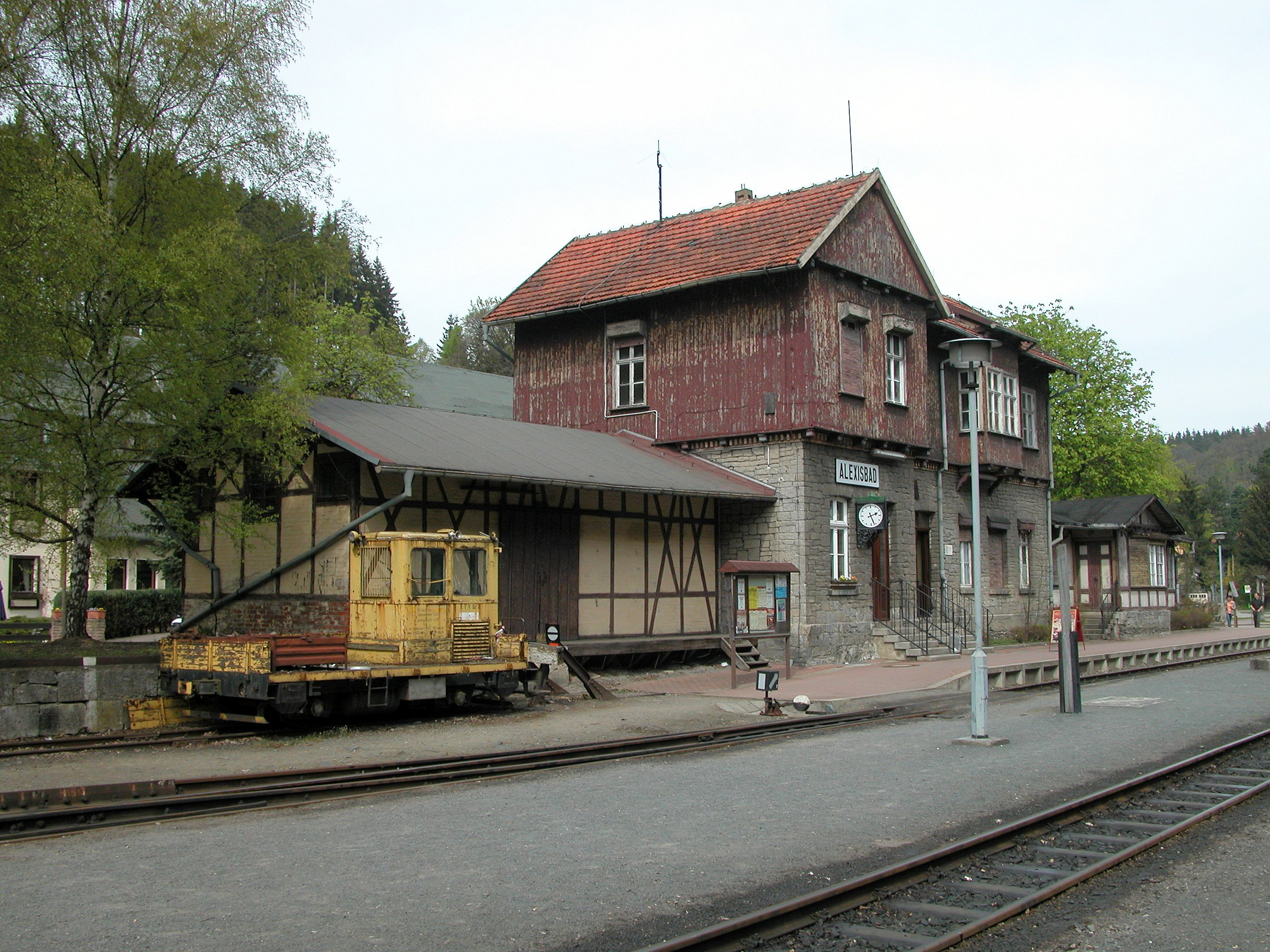
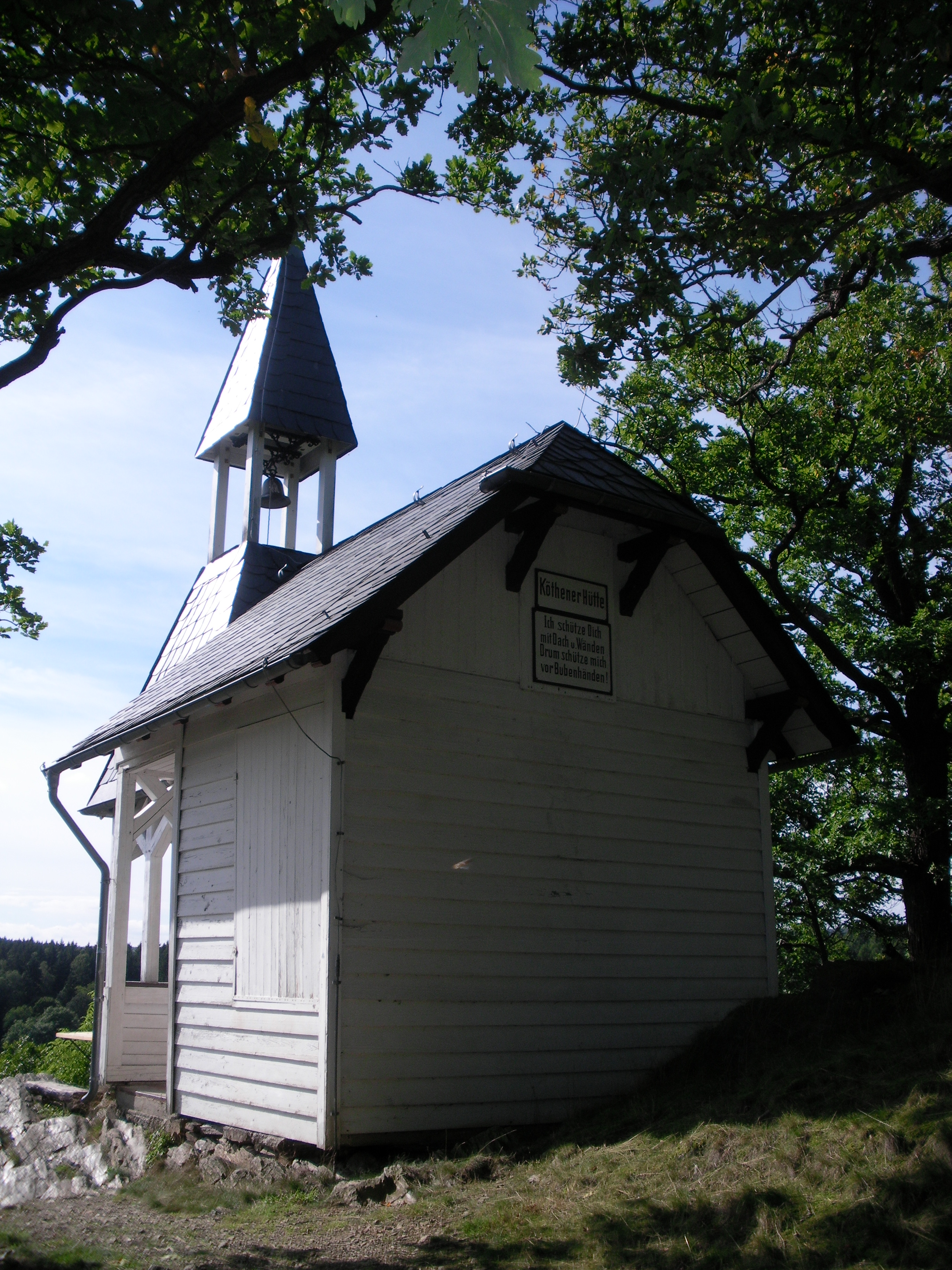